# Cloudflight Coding Contest

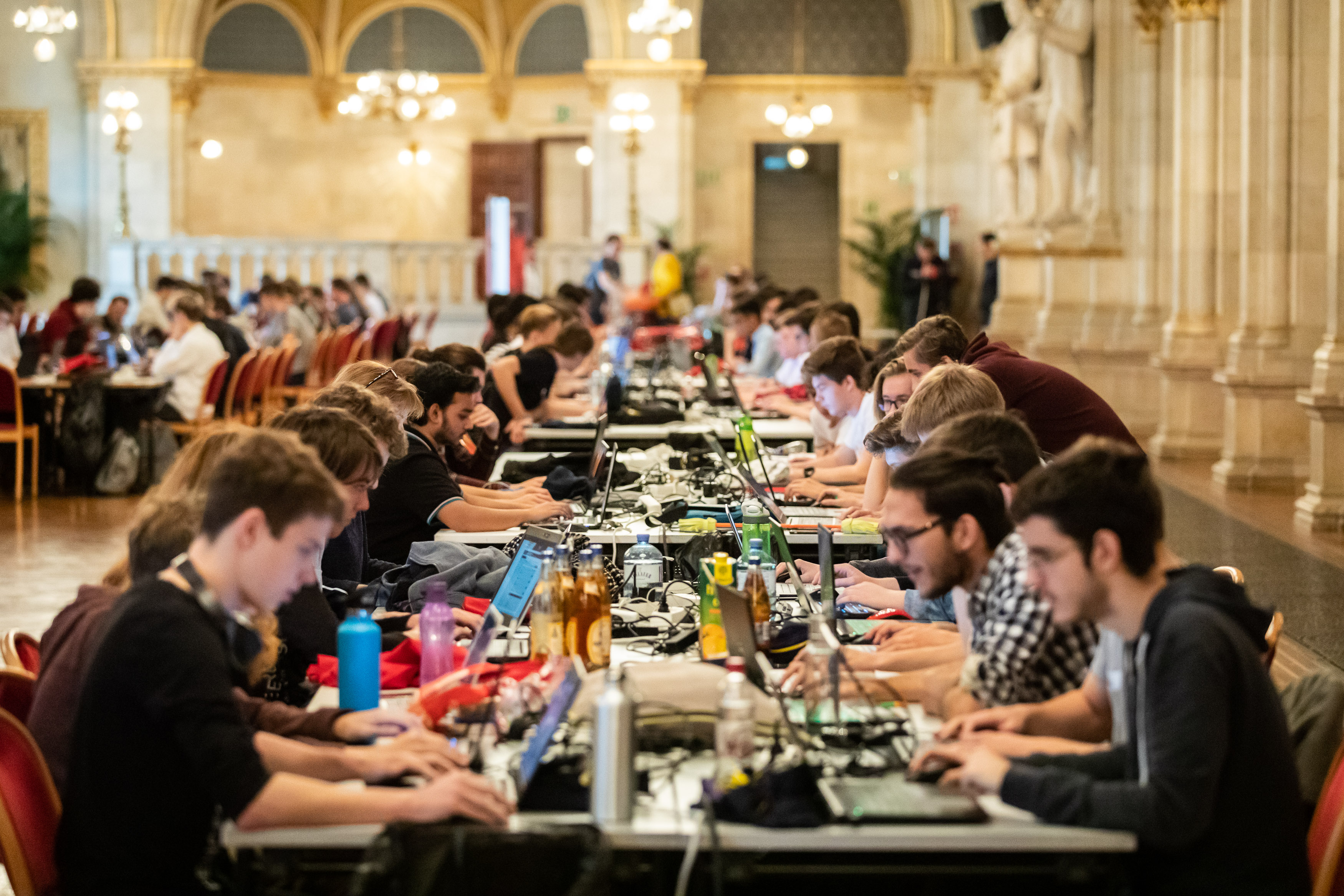
32. CCC am 8. November 2019 im Wiener Rathaus

Der Cloudflight Coding Contest (ehemals Catalysts Coding Contest, abgekürzt CCC) ist der größte Programmierwettbewerb Europas, der seit 2007 zweimal im Jahr (ab 2021 jährlich einmal) weltweit in verschiedenen Städten und online stattfindet und tausende junge Programmierer anzieht. Ziel ist es, innerhalb des vorgegebenen Zeitrahmens so schnell wie möglich den höchsten Level zu erreichen, um somit die Grundproblemstellung zu lösen. Die Teilnahme kann entweder allein oder in Teams erfolgen und die Programmiersprache darf dabei beliebig gewählt werden.
Veranstaltet wird das Event von der Cloudflight GmbH. Der Wettbewerb soll dabei das Können der Teilnehmenden in Problemanalyse, Softwareentwicklung und Teamkompetenz fordern und fördern und eine Vernetzung zwischen Programmierern ermöglichen. Kooperierende Städte, Schulen und Universitäten geben ihren jungen Talenten mit dem CCC eine Bühne und Unternehmen haben die Möglichkeit damit ihrem IT-Fachkräftemangel entgegenzuwirken.

## Historie
Ursprünglich entstand der CCC anlässlich eines wissenschaftlichen Experiments der beiden Studienkollegen und Firmengründer der Catalysts GmbH, Christoph Steindl und Christian Federspiel, 2007 an der Johannes Kepler Universität in Linz. Um geeignete Teilnehmer für ihre Studie zu Pair Programming und Test-Driven Development zu finden, verpackten sie die Studie als öffentlichen Programmierwettbewerb. Es nahmen über 50 Personen daran teil. Wenngleich die Studienarbeit ein Jahr später zum Erliegen kam, blieb das Interesse an der Organisation von Programmierwettbewerben, sodass sich daraus letzten Endes der Catalysts Coding Contest entwickelte. In den darauffolgenden Jahren gewann der CCC zunehmend an Popularität. So nahmen am 8. November 2019 weltweit 4158 Programmierer an 37 Standorten aus drei Kontinenten teil.
Seit der Fusion der Catalysts GmbH und der Crisp Research AG zu Cloudflight GmbH im Mai 2019 wird der Wettbewerb unter dem Namen Cloudflight Coding Contest ausgetragen.

## Format
Beim Cloudflight Coding Contest wird grundsätzlich zwischen Classic Contest und School Contest unterschieden. Der School Contest richtet sich an Schüler, dauert lediglich zwei Stunden und die Teamgröße darf bis zu 10 Personen erreichen. Der Classic Contest hingegen hat die Zielgruppe Studenten und fortgeschrittene Programmierer. Hier haben die Teilnehmenden vier Stunden Zeit zur Bearbeitung und die Teamgröße beschränkt sich auf maximal 3 Personen.
Das Spiel ist in Levels unterteilt, die im Schwierigkeitsgrad ansteigen und nacheinander gelöst werden müssen. Die Person, die das höchste Level innerhalb der kürzesten Zeit erreicht, gewinnt. Um ein Level zu lösen, müssen eine oder mehrere spezifische Antworten auf einer spezifischen Eingabeplattform, dem CatCoder, hochgeladen werden. Jede falsche Antwort wird mit Strafminuten geahndet. Die Einreichung des Quellcodes nach Lösen eines Levels wird mit Bonusminuten belohnt.
Es gibt keine Vorgaben, welche Programmiersprachen verwendet werden müssen. Zusätzlich ist es erlaubt, vordefinierte Code-Snippets und Bibliotheken zu verwenden.

## Bisherige Veranstaltungen
Der Cloudflight Coding Contest ist in erster Linie ein on-site Programmierwettbewerb, bei der die teilnehmenden Städte von Ausgabe zu Ausgabe variieren können. Regulär findet der Contest in über 30 Städten statt. Die Veranstaltungsorte ergeben sich dabei üblicherweise durch entsprechende Kooperationen an Universitäten, Schulen oder anderen öffentlichen Einrichtungen. So findet beispielsweise der CCC in Linz üblicherweise an der Johannes Kepler Universität, und in Wien im Wiener Rathaus statt. Alternativ gibt es immer die Möglichkeit online teilzunehmen.

### Liste regulärer Veranstaltungsorte
- Amsterdam, Niederlande
- Amstetten, Österreich
- Braunau, Österreich
- Breslau, Polen
- Chișinău, Moldawien
- Cluj, Rumänien
- Craiova, Rumänien
- Cugir, Rumänien
- Frankfurt, Deutschland
- Graz, Österreich
- Iași, Rumänien
- Innsbruck, Österreich
- Istanbul, Türkei
- Kairo, Ägypten
- Kampala, Uganda
- Kassel, Deutschland
- Klagenfurt, Österreich
- Krems, Österreich
- Köln, Deutschland
- Landshut, Deutschland
- Lille, Frankreich
- Linz, Österreich
- Miercurea-Ciuc, Rumänien
- Novi Sad, Serbien
- Oradea, Rumänien
- Pilsen, Tschechische Republik
- Pretoria, Südafrika
- Ried im Innkreis, Österreich
- Rybnik, Polen
- Salzburg, Österreich
- St. Pölten, Österreich
- Timișoara, Rumänien
- Valladolid, Spanien
- Warschau, Polen
- Wien, Österreich
- Zadar, Kroatien

### COVID-19
Die Ausgabe des 3. Aprils 2020 fand außerplanmäßig in allen 35 Orten ausschließlich online statt. Weltweit nahmen 3.665 Programmierer daran teil.